# 嘴骨

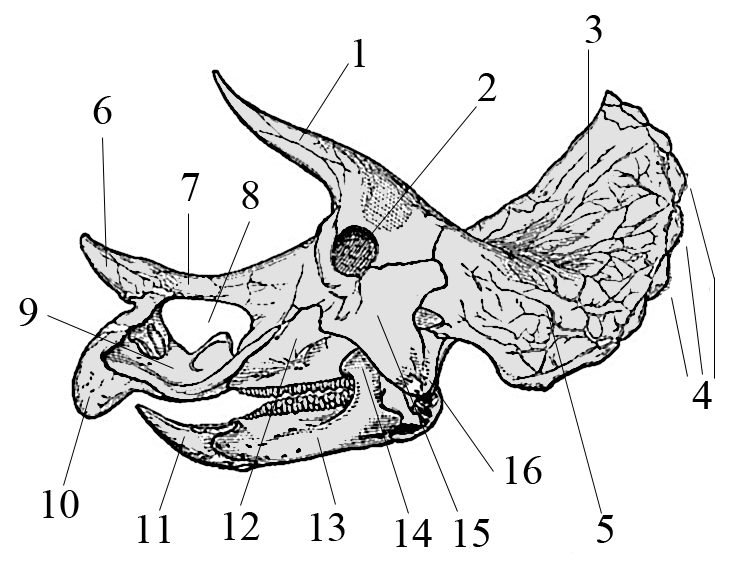
トリケラトプスの頭骨（嘴骨は10）

嘴骨（しこつ、英：Rostral bone、独：Rostralknochen /ロストラルクノッヒェン/）とは、角竜類に見られる、上顎骨の先端の骨である。おそらくは角竜類の共有派生形質であった。
特に、より進化した新角竜類では嘴骨は竜骨のような形態を取って、前方へ突出し、それと釣り合いを取るために下顎も発達していた。鉤型になった嘴骨はオウムの嘴と同様に先端が尖り、角竜の吻は機能的にもオウムの嘴と同等の役割を果たした。これら特殊化した、幅の狭い嘴は、他の鳥脚類における丸く幅の広い口先とはかなり異なるものであり、角竜たちの食物の選択肢の幅を広げることを可能にした。

## 参考資料
- Wilfried Westheide, Reinhard Rieger (Hrsg.): Spezielle Zoologie. Teil 2: Wirbel- oder Schädeltiere. Spektrum Akademischer Verlag, Heidelberg – Berlin 2004, 712 Seiten, ISBN 3-8274-0307-3., S. 401-402
- David Fastovsky und David Weishampel: The Evolution and Extinction of the Dinosaurs. Cambridge University Press, 2005, ISBN 0-521-81172-4.